# Заречная (Камышловский район)
Заречная — деревня в Камышловском районе Свердловской области России, входит в состав «Зареченского сельского поселения».

## Географическое положение
Деревня Заречная муниципального образования «Камышловский муниципальный район» расположена в 8 километрах (по автотрассе в 12 километрах) к юго-востоку от города Камышлов, на правом берегу реки Пышма), ниже устья правого притока реки Сухая.

## История
В 1961 году указом Президиума Верховного Совета РСФСР деревня Погорелка переименована в Заречную.

## Население
| 2002 | 2010 | 2021 |
| ---- | ---- | ---- |
| 418  | ↘369 | ↘308 |